# Radar Auto
Radar New Energy Vehicle (Zhejiang) Co., Ltd., наиболее известное как Radar Auto (кит. 雷达汽车; пиньинь Léidá qìchē) и Riddara за пределами Китая — подразделение китайского автопроизводителя Geely Automobile, производящее исключительно электромобили.

## Описание
Radar Auto — бренд, специализирующийся на электромобилях. По состоянию на 2024 год единственной моделью является Radar RD6. В дальнейшем планируется производство четырёх новых автомобилей: внедорожников, пикапов и вездеходов (ATV).
Компания имеет собственный центр исследований и разработок (R&D) в Ханчжоу, провинция Чжэцзян, и завод по производству электромобилей в Цзыбо, провинция Шаньдун, где производит RD6.
За пределами Китая бренд называется Riddara ввиду сопротивления торговой марке со стороны сингапурской шинной компании Omni United, у которой есть бренд под названием Radar Tires.
В ноябре 2024 года компания была консолидирована в Geely Auto.

## Продукция
- Radar/Ridarra RD6 (2022 — настоящее время)

- Radar RD6